# Duilio Davino
Duilio César Jean Pierre Davino Rodríguez (* 21. März 1976 in León, Guanajuato) ist ein mexikanischer Fußballspieler auf der Position des Verteidigers. Er ist ein Sohn von Jorge Davino und Bruder von Flavio Davino.

## Leben

### Verein
Davino begann seine Profikarriere beim Universitätsverein Tecos de la U.A.G., für den er zwischen 1993 und 1997 insgesamt 67 Ligaspiele in der
mexikanischen Primera División absolvierte und gleich in seiner ersten Saison 1993/94 den bisher einzigen Meistertitel in der Geschichte der Tecos gewann.
1997 wechselte er zum Club América, bei dem er zehn Jahre lang unter Vertrag stand und mit dem er zwei weitere Meistertitel (im Torneo Verano 2002 und im Torneo Clausura 2005) gewann. Des Weiteren gewann er mit den Americanistas den Supercup 2005 und im folgenden Jahr den CONCACAF Champions’ Cup 2006.
Nach zwei kurzfristigen Stationen beim MLS-Klub FC Dallas und beim Puebla FC steht Davino seit Sommer 2009 beim CF Monterrey unter Vertrag.

### Nationalmannschaft
Sein Debüt im Dress der mexikanischen Nationalmannschaft gab Davino am 11. Januar 1996 beim 5:0-Sieg gegen die Auswahl von St. Vincent und die Grenadinen. Seinen letzten Länderspieleinsatz absolvierte er am 29. März 2006 beim 2:1-Erfolg gegen Paraguay.
Seine beiden Länderspieltreffer erzielte er in den WM-Qualifikationsspielen gegen Trinidad und Tobago (7:0) am 8. Oktober 2000 und gegen die Dominikanische Republik (10:0) am 19. Juni 2004.
Höhepunkt seiner Nationalmannschaftskarriere war die Teilnahme an der Fußball-Weltmeisterschaft 1998, bei der er alle vier Spiele der Mexikaner über die volle Distanz bestritt.

## Erfolge
- Mexikanischer Meister: 1993/94, Ver 2002, Cla 2005, Ape 2009, Ape 2010
- Mexikanischer Supercup: 2005
- CONCACAF Champions’ Cup: 2006